# Will Fish
William Thomas „Will“ Fish (* 17. Februar 2003 in Manchester) ist ein englischer Fußballspieler, der aktuell bei Manchester United unter Vertrag steht.

## Karriere

### Verein
Fish begann seine fußballerische Ausbildung 2012 bei Manchester United in der Jugendakademie. In der Saison 2018/19 stand er die ersten Male bei der U18, in der U18 Premier League und bei der U19, in der UEFA Youth League, im Kader. In der Folgespielzeit 2019/20 spielte er schließlich bereits zehn Ligaspiele für die U18 und kam bereits zu drei Einsätzen in der Premier League 2 für die U23 Uniteds. 2020/21 war er bereits Stammspieler bei der U23, der zweiten Mannschaft, und kam zu 21 Ligaeinsätzen, spielte aber auch noch lediglich für die U18-Mannschaft. Nachdem er bereits in einer Europa-League-Partie auf der Bank saß, debütierte er am 23. Mai 2021 (38. Spieltag) bei einem 2:1-Sieg über die Wolverhampton Wanderers für die Profimannschaft in der Premier League, nachdem er in der Nachspielzeit für Daniel James ins Spiel kam. Mit der Profimannschaft wurde er in jener Saison englischer Vizemeister und kam bis ins Finale der Europa League.
Für die gesamte Saison 2021/22 wurde er an den englischen Fünftligisten Stockport County verliehen. Dort kam er zu zwei Einsätzen und kehrte nach einem halben Jahr wieder zurück zu Manchester United. Im September 2022 wurde Fish weiter an Hibernian Edinburgh nach Schottland verliehen. Nach einer Leihe bis Juni 2023 wurde diese später um ein weiteres Jahr verlängert.

### Nationalmannschaft
Fish spielte bislang insgesamt fünfmal für verschiedene Juniorenauswahlen der FA.

## Erfolge
Manchester United
- Englischer Vizemeister: 2021
- Vize-Europa-League-Sieger: 2021